# Crenicichla lenticulata
Crenicichla lenticulata är en fiskart som beskrevs av Heckel, 1840. Crenicichla lenticulata ingår i släktet Crenicichla och familjen Cichlidae. Inga underarter finns listade i Catalogue of Life.